# ジェイミー・ガーツ
ジェイミー・ガーツ（Jami Beth Gertz, 1965年10月28日 - ）は、アメリカ合衆国の女優。ジャミー・ガーツとも表記される。
シカゴ出身。父親は建築家。ユダヤ系アメリカ人でユダヤ教保守派の家柄だった。
幼い頃はフィギュア・スケートの選手を志すが、高校の時、「オズの魔法使い」の舞台でドロシーを演じた事から演劇に興味を持つようになる。その後、コメディ番組のオーディションに合格して主演した後、ニューヨーク大学で演劇を学ぶ。
1981年にデビュー。テレビドラマを中心に活躍。

## 主な出演作品

### 映画
- エンドレス・ラブ Endless Love (1981)
- アルファベット・シティ/ 麻薬マーケットに挑戦する若きウルフ Alphabet City (1984)
- すてきな片想い Sixteen Candles  (1984)
- アメリカン・フィフティーズ Mischief (1985)
- クイックシルバー Quicksilver  (1986)
- クロスロード Crossroads (1986)
- 太陽の7人 Solarbabies (1986)
- ロストボーイ The Lost Boys (1987)
- レス・ザン・ゼロ Less Than Zero (1987)
- 青春!ケンモント大学 Listen to Me (1989)
- レネゲイズ Renegades (1989)
- 恋のためなら Don't Tell Her It's Me (1990)
- マージョリーの告白 Sibling Rivalry (1990)
- ロックン・ルージュ Jersey Girl (1992)
- ツイスター Twister (1996)

### テレビドラマ
- となりのサインフェルド Seinfeld (1994)
- ER緊急救命室 ER (1997)
- アリー my Love Ally McBeal (2000-2002)
- SHARK カリスマ敏腕検察官 Shark (2006)
- アントラージュ★オレたちのハリウッド Entourage (2009-2010)
- モダン・ファミリー Modern Family (2011)
- This Is Us (2016)

### その他
- 明日を継ぐために A Better Life (2011) 製作